# Phoma huancayensis
Phoma huancayensis är en lavart som beskrevs av Turkenst. 1978. Phoma huancayensis ingår i släktet Phoma, ordningen Pleosporales, klassen Dothideomycetes, divisionen sporsäcksvampar och riket svampar.   Inga underarter finns listade i Catalogue of Life.